# 第1回ロサンゼルス映画批評家協会賞
第1回ロサンゼルス映画批評家協会賞は、ロサンゼルス映画批評家協会によって1975年の映画に贈られた映画賞である。

## 受賞
- 主演男優賞:
  - アル・パチーノ – 『狼たちの午後』

- 主演女優賞:
  - フロリンダ・ボルカン – A Brief Vacation

- 撮影賞:
  - 『バリー・リンドン』 - ジョン・オルコット

- 監督賞:
  - シドニー・ルメット - 『狼たちの午後』

- 作品賞:
  - 『狼たちの午後』
  - 『カッコーの巣の上で』

- 外国映画賞:
  - 『マイ・ラブ』 ( フランス イタリア)

- 脚本賞:
  - 『ナッシュビル』 - ジョーン・テュークスベリー

- 特別賞:
  - 『恋の旅路』